# ドリー・ディクソン
ドリー・ディクソン（Dorrel "Dory" Dixon、1935年2月1日 - ）は、ジャマイカ出身の元プロレスラー。
中軽量級の黒人ベビーフェイスとして、アメリカおよびメキシコを主戦場に活動した。「芸術品」とも評されたドロップキックの名手であり、ブラック・バレット（Black Bullet / 黒い弾丸）の異名を持つ。

## 来歴
ジャマイカではボディビルディングで活躍し、1954年にはミスター・ジャマイカのコンテストに優勝。同年にメキシコシティで開催された中央アメリカ・カリブ海競技大会にもウェイトリフティングで出場し、プエブラ市知事のボディーガードとなった縁故からメキシコのプロレス界と接点を築き、1955年にメキシコにてデビュー。
1959年2月13日、アメリカのタイトルだったNWA世界ライトヘビー級王座をアレナ・メヒコにて獲得。以降、同王座はメキシコのEMLLの管理下に置かれ、新王者となったディクソンはレイ・メンドーサやゴリー・ゲレロらを相手に防衛戦を展開、9月11日にメンドーサに敗れるまでタイトルを保持した。
1960年よりアメリカのマット界に進出し、メキシコと国境を接するテキサス地区で活動。1961年1月31日、ダラスにてパット・オコーナーのNWA世界ヘビー級王座に挑戦して90分時間切れ引き分けの戦績を残し、同年7月14日にはワルドー・フォン・エリックからNWAテキサス・ヘビー級王座を奪取した。NWA世界ヘビー級王座には、1962年10月にもダラスで新王者バディ・ロジャースに挑戦し、ここでも90分のタイムリミット・ドローを記録している。
1962年の暮れからWWWFに参戦。エドワード・カーペンティアやアントニオ・ロッカのパートナーに抜擢されるなどの活躍を見せ、翌1963年2月25日、ニューヨークのマディソン・スクエア・ガーデンにて因縁のバディ・ロジャースが保持していた世界ヘビー級王座に挑戦。ブルーノ・サンマルチノがロジャースを48秒で下し新王者になった同年5月17日のMSGでは、黒人スターのボボ・ブラジルと組んでスカル・マーフィー&ブルート・バーナードのUSタッグ王座に挑戦した。NYマットでは小兵ながら、キラー・コワルスキーやバディ・オースチンといった大物ヒールとも対戦している。
WWWFを離れると再びテキサスで活動し、キラー・カール・コックスや大木金太郎と対戦。その後、1960年代後半にイギリスのジョイント・プロモーションズに出場した経緯から、1969年3月、当時ヨーロッパを外国人選手の供給ルートとしていた国際プロレスに初来日。豊登やグレート草津、サンダー杉山らを相手に軽快な空中技を披露し、ビル・ロビンソンとのシングルマッチも実現した。
1970年代初頭は、アメリカでは古巣のテキサスをはじめフロリダやロサンゼルスなどを転戦。テキサスではメキシカンのホセ・ロザリオ、フロリダでは先住ハワイアンのサム・スティムボートや同じ黒人のサンダーボルト・パターソン、インディアンの血を引くジャック・ブリスコらとマイノリティ同士のタッグチームを組んで活躍した。ロサンゼルスでは1972年1月15日にキンジ渋谷を破り、同地区のTVタイトルを獲得。アール・メイナードとの黒人コンビで渋谷&マサ斎藤を相手にNWAアメリカス・タッグ王座も争った。
1974年8月、ニコライ・ボルコフ（マネージャーはフレッド・ブラッシー）、シーク・オブ・シークス・オブ・バグダッド、ティニエブラスらと共に新日本プロレスに参戦。アントニオ猪木ともシングルマッチで度々対戦した。
1975年以降はメキシコに定着するようになり、EMLLからLLIに所属団体を移して活動。すでにセミリタイア状態だった1981年7月26日、アンヘル・ブランコとコントラ・マッチを行うも敗退した。翌1982年12月26日には、エル・トレオにてマノ・ネグラ&ソラール1号と組んで6人タッグマッチに出場した（対戦相手チームはドクトル・ワグナー、クロネコ、スコルピオ）。
引退後もメキシコのプエブラに居住し、セブンスデー・アドベンチスト教会の牧師に転身する傍ら、ピアノやモダンバレエのスクールを運営した。

## 得意技
- ドロップキック[3]
- ジャマイカン・フライング・ボディブロック[3]
- ブロンコ・ネック・ブリーカー[16]

## 獲得タイトル
EMLL
- NWA世界ライトヘビー級王座：1回[5]

NWAビッグタイム・レスリング
- NWAテキサス・ヘビー級王座：2回[8]
- NWAテキサス・タッグ王座：3回（w / ペッパー・ゴメス×2、ニック・コザック）[17]
- NWA世界タッグ王座（テキサス東部版）：3回（w / リト・ロメロ、ペッパー・ゴメス、サイクロン・ネグロ）[18]

NWAハリウッド・レスリング
- NWAビート・ザ・チャンプTV王座：1回[13]
- NWAアメリカス・タッグ王座：2回（w / アール・メイナード、ラウル・マタ）[14]